# Reichenbachia
Reichenbachia é um género botânico pertencente à família Nyctaginaceae.
1. ↑  «Reichenbachia — World Flora Online». www.worldfloraonline.org. Consultado em 19 de agosto de 2020